# Taça MTN 8
O MTN 8 é uma competição sul-africana de futebol , apresentando os 8 melhores clubes no final da temporada anterior da ABSA Premiership . Esta competição é uma das mais antigas competições de taças na África do Sul, sendo contestada pela primeira vez em 1972. O vencedor recebe R 8 milhões.

## Formato
O primeiro colocado da temporada anterior  joga com  a equipe que terminou em oitavo lugar; o segundo lugar joga com o sétimo; terceiro joga com o sexto e quarto joga com o quinto. As semifinais são disputadas em duas partidas.

## Patrocínio
As gigantes da tecnologia celular patrocinaram o evento desde 2008. Antes disso, era conhecido como BP Top 8 (patrocinado pela BP ) e SAA Supa 8 (patrocinado pela South African Airways ).

## Prêmio em dinheiro
- R 8 000 000	1 MTN 8 Campeões
- R 800 000	7 equipes participantes
- R13 600 000	Pagamento total

O MTN 8 mudou o tradicional formato de premiação premiando o prêmio total (R8 milhões) para os vencedores do torneio.

## Campeão
| BP Top Eight Cup    | BP Top Eight Cup      |
| ------------------- | --------------------- |
| 1972                | Orlando Pirates       |
| 1973                | Orlando Pirates       |
| 1974                | Kaizer Chiefs         |
| 1975                | Moroka Swallows       |
| 1976                | Kaizer Chiefs         |
| 1977                | Kaizer Chiefs         |
| 1978                | Orlando Pirates       |
| 1979                | Moroka Swallows       |
| 1980                | Mpumalanga Black Aces |
| 1981                | Kaizer Chiefs         |
| 1982                | Kaizer Chiefs         |
| 1983                | Orlando Pirates       |
| 1984                | Bidvest Wits          |
| 1985                | Kaizer Chiefs         |
| 1986                | Arcadia Shepherds     |
| 1987                | Kaizer Chiefs         |
| 1988                | Mamelodi Sundowns     |
| 1989                | Kaizer Chiefs         |
| 1990                | Mamelodi Sundowns     |
| 1991                | Kaizer Chiefs         |
| 1992                | Kaizer Chiefs         |
| 1993                | Orlando Pirates       |
| 1994                | Kaizer Chiefs         |
| 1995                | Bidvest Wits          |
| 1996                | Orlando Pirates       |
| 97 à 99             | não jogada            |
| 2000                | Orlando Pirates       |
| 2001                | Kaizer Chiefs         |
| 2002                | Santos                |
| SAA Super Eight Cup |                       |
| 2003                | Jomo Cosmos           |
| 2004                | Supersport United     |
| 2005                | Bloemfontein Celtic   |
| 2006                | Kaizer Chiefs         |
| 2007                | Mamelodi Sundowns     |
| MTN 8 Cup           |                       |
| 2008                | Kaizer Chiefs         |
| 2009                | Golden Arrows         |
| 2010                | Orlando Pirates       |
| 2011                | Orlando Pirates       |
| 2012                | Moroka Swallows       |
| 2013                | Platinum Stars        |
| 2014                | Kaizer Chiefs         |
| 2015                | Ajax Cape Town        |
| 2016                | Bidvest Wits          |
| 2017                | Supersport United     |
| 2018                | Cape Town City        |

## Resultado por clube
| Clube                 | Canpeão | Anos                                                                                      |
| --------------------- | ------- | ----------------------------------------------------------------------------------------- |
| Kaizer Chiefs         | 15      | 1974, 1976, 1977, 1981, 1982, 1985, 1987, 1989, 1991, 1992, 1994, 2001, 2006, 2008, 2014. |
| Orlando Pirates       | 9       | 1972, 1973, 1978, 1983, 1993, 1996, 2000, 2010, 2011.                                     |
| Moroka Swallows       | 3       | 1975, 1979, 2012.                                                                         |
| Mamelodi Sundowns     | 3       | 1988, 1990, 2007.                                                                         |
| Bidvest Wits          | 3       | 1984, 1995, 2016.                                                                         |
| Supersport United     | 2       | 2004, 2017.                                                                               |
| Arcadia Shepherds     | 1       | 1986                                                                                      |
| Santos                | 1       | 2002                                                                                      |
| Jomo Cosmos           | 1       | 2003                                                                                      |
| Mpumalanga Black Aces | 1       | 1980                                                                                      |
| Bloemfontein Celtic   | 1       | 2005                                                                                      |
| Golden Arrows         | 1       | 2009                                                                                      |
| Platinum Stars        | 1       | 2013                                                                                      |
| Ajax Cape Town        | 1       | 2015                                                                                      |
| Cape Town City        | 1       | 2018                                                                                      |